# Deutsch-britisches Zahlungsabkommen von 1934
Das Deutsch-britische Zahlungsabkommen von 1934 war ein Vertrag zwischen dem nationalsozialistischen Deutschland und Großbritannien zur Finanzierung des gegenseitigen Außenhandels. Das Abkommen von 10. August 1934 wurde durch das Clearing-Abkommen vom 1. November 1934 abgelöst, welches die gleiche Funktion hatte.

## Hintergrund
Infolge der Weltwirtschaftskrise war der Welthandel stark geschrumpft. Die Abwertung des Pfundes nach der Aufgabe des Goldstandards am 17. November 1931 und die protektionistische Politik der Briten wie der anderen europäischen Staaten hatten die Terms of Trade stark verändert und das Außenhandelsdefizit des deutschen Reiches nach oben getrieben. Die Kapitalbilanz des deutschen Reiches wurde darüber hinaus durch die Zahlungen nach dem Young-Plan belastet.
Deutschland reagierte nicht mit einem Abwertungswettlauf (der die Bedienung des Young-Plans weiter erschwert hätte), sondern mit Brünings Deflationspolitik und Devisenverkehrsbeschränkungen.
Mit der Machtergreifung der Nationalsozialisten wurde zwar die Deflationspolitik und die Bedienung der Young-Anleihen beendet, der chronische Devisenmangel bestand jedoch weiter. Mit den Stillhalteabkommen mit vielen Ländern wurden die fälligen Zahlungen aus kurzfristigen Krediten gestundet. In Bezug auf die Handelsbilanz wurde entsprechend der Ideologie der Nationalsozialisten versucht die Autarkie Deutschlands zu stärken. Daneben wurde (wie in vielen anderen Ländern in dieser Zeit) die Devisenbewirtschaftung intensiviert. Zuletzt wurde das Prinzip „Kaufe bei Deinem Kunden“ umgesetzt: Einfuhren sollen möglichst aus denjenigen Ländern kommen, in die die Ausfuhren gingen. Hierdurch bestand ein Anreiz für die Drittstaaten, den Protektionismus zurückzufahren und es bestand die Möglichkeit der Bezahlung über das Clearing, also die Verrechnung gegenseitiger Forderungen und die Auszahlung lediglich der Differenz in Devisen. Diese Bilateralisierung des Außenhandels wurde über Verrechnungs- und Zahlungsabkommen umgesetzt.
1935 bestanden 26 Verrechnungsabkommen (Argentinien, Bulgarien, Chile, Kolumbien, Dänemark, Estland, Finnland, Griechenland, Iran, Italien, Jugoslawien, Lettland, Litauen, Niederlande, Norwegen, Österreich, Polen, Portugal, Rumänien, Schweden, Spanien, Schweiz, Tschechoslowakei, Türkei, Ungarn und Uruguay). Auch mit der UdSSR bestand ein Verrechnungsabkommen besonderer Art. 
Mit 6 Staaten bestanden Zahlungsabkommen. Dies waren Belgien-Luxemburg, England, Frankreich, Kanada, Neuseeland und der Südafrikanischen Union. Mit vier Staaten bestanden Zahlungsabkommen besonderer Art, nämlich dem irischen Freistaat, Japan, Mandschuko und Syrien-Libanon.

## Das Abkommen
Das Deutsch-britische Zahlungsabkommen legte folgendes Verfahren fest: Englische Importeure zahlten auf ein Konto der britischen Zentralbank in britischen Pfund. Auf britischer Seite bestanden keine Devisenverkehrsvorschriften. Für die Verrechnung zwischen britischer Zentralbank und deutscher Reichsbank wurden diese in Sondermark umgewandelt. Die Reichsbank stellte monatlich mindestens 55 % dieses Betrages deutschen Importeuren zur freien Verfügung, um britische Waren zu erwerben. Diese 55 % entsprachen dem deutschen Außenhandelsüberschuss der letzten beiden Jahre. Wenn dieses Kontingent nicht ausreichen würde, um die deutsche Nachfrage zu bedienen, so durften die deutschen Behörden Regelungen treffen, welche Waren eingeführt werden durften und welche nicht. Allerdings durften Einfuhren in britischen Textilien nicht beschränkt werden. Auch durfte die Kohlemenge, die Deutschland importierte nicht unter das im Vertrag von 1933 vereinbarte Volumen fallen. Sollten die deutschen Importe höher liegen als die 55 % so mussten diese Beträge in Devisen gezahlt werden. Aus dem Überschuss sollten auch die Leistungen für die Dawes-Anleihe getätigt werden (da das Reich den Zinsdienst hierfür 1933 eingestellt hatte, war dieser Punkt in der Praxis bedeutungslos). 10 % der deutschen Zahlungen wurden zur Abzahlung der in der Vergangenheit aufgelaufenen (und aufgrund der deutschen Devisenbewirtschaftung nicht gezahlten) Handelsschulden verwendet. Das am Ende verbleibende Guthaben stand der Reichsbank in Devisen zur Verfügung.
Das Abkommen betraf nur Waren und Dienstleistungen der Herkunftsländer Deutschland und Großbritannien. Aufgrund der Weltmachtstellung des britischen Empire wurden Waren aus aller Welt in großem Umfang über Großbritannien gehandelt. Diese „transit trades“ waren vom Abkommen ausgenommen.
Das Abkommen war verglichen mit den anderen Zahlungsabkommen für Deutschland eher ungünstig. Deutschland erhielt keinen zusätzlichen Kredit, sondern musste im Gegenteil bestehende Verbindlichkeiten zurückführen. Während sich aus Sicht der britischen Handelsteilnehmer sich die Zahlungsabwicklung nicht von der in freien Märkten unterschied, war ein Deutschland eine umfangreiche Bürokratie mit der Abwicklung des Auslandszahlungsverkehrs beschäftigt. Für Großbritannien stand die Sicherung der Exportchancen insbesondere der Kohleindustrie im Vordergrund. Dieses Ziel wurde vollständig erreicht.
Das Abkommen wurde am 1. November 1934 in Berlin unterzeichnet, nach dem die Verhandlungen Mitte September begonnen hatten. Nach dem Anschluss Österreichs wurde es am 1. Juli 1938 verlängert.

## Wirkungen
Durch das Abkommen wurden die aufgelaufenen Handelsschulden (der Clearing-Saldo) von 55 Millionen Reichsmark Ende 1934 innerhalb von zwei Jahren auf Null getilgt. Der deutsch-britische Handel konnte sich auf niedrigem Niveau stabilisieren. Der Anteil des deutsch-britischen Handels am gesamten Deutschen Außenhandel sank in der Folge deutlich, da es für das Reich aus Devisenbewirtschaftungssicht attraktiver war, Handel mit anderen Staaten mit günstigeren Handelsabkommen vorzunehmen.
| Jahr | Importe | Exporte | Saldo |
| ---- | ------- | ------- | ----- |
| 1929 | 865     | 1306    | + 441 |
| 1930 | 639     | 1219    | + 580 |
| 1931 | 453     | 1134    | + 681 |
| 1932 | 258     | 446     | + 188 |
| 1933 | 238     | 406     | + 168 |
| 1934 | 206     | 383     | + 177 |
| 1935 | 256     | 375     | + 119 |
| 1936 | 264     | 406     | + 142 |
| 1937 | 309     | 432     | + 123 |
| 1938 | 283     | 351     | +68   |

| Jahr | Importe | Exporte |
| ---- | ------- | ------- |
| 1929 | 6,4 %   | 9,7 %   |
| 1930 | 6,1 %   | 10,1 %  |
| 1931 | 6,7 %   | 11,8 %  |
| 1932 | 5,5 %   | 7,8 %   |
| 1933 | 5,7 %   | 8,3 %   |
| 1934 | 4,6 %   | 9,2 %   |
| 1935 | 6,2 %   | 8,8 %   |
| 1936 | 6,2 %   | 8,5 %   |
| 1937 | 5,7 %   | 7,3 %   |
| 1938 | 5,2 %   | 6,7 %   |

Der Britisch-Deutsche Handel machte etwa 4 bis 5 % der britischen Außenhandels aus.

## Bewertung
Für den Historiker Oswald Hauser gelang es Deutschland „England endgültig aus der Front der internationalen Gläubiger herauszulösen“. Außerdem war das Abkommen bedeutsam gegen die Boykottbewegung gegen den deutschen Handel, die durch Organisationen wie die Non-Sectarian Anti-Nazi League organisiert wurde. Die 45 % freien Devisen die Deutschland erhielt, bezeichnet er als „gefährliches Zugeständnis“ in Hinblick auf die Aufrüstung. 
Ebenso war Heinrich Brüning der Meinung, dass Deutschland durch dieses Zahlungsabkommen die notwendigen Devisen zur Wiederaufrüstung erhielt. Er schrieb an den Times-Korrespondenten Norman Ebbutt am 11. Juni 1946:

„Zum zweiten kam das deutsch-britische Zahlungsabkommen im Herbst 1934. Mitglieder der deutschen Delegation, darunter auch mein früherer Referent [H. Fritz Berger], erklärten den britischen Verhandlungspartnern warnend, dass das Abkommen das Naziregime stabilisieren würde […] Ich möchte einen Leitartikel der Financial News vom 21. März 1939 zitieren: ‚Es ist schwierig, sich einen Einzelfaktor vorzustellen, der für die deutsche Wiederaufrüstung so hilfreich war wie das deutsch-britische Handels- und Zahlungsabkommen von 1934.’“

Für den Wirtschaftsdirektor im Foreign Office F. Ashton-Gwatkin, war das Zahlungsabkommen, wie er Anfang 1936 in einem Memorandum feststellte „im wirtschaftlichen Bereich das, was das Flottenabkommen im politischen gewesen ist -ein Zeichen der Mäßigung, fast der Freundschaft.“ Der deutsche Botschafter in London Herbert von Dirksen bezeichnete in einem Bericht vom Juli 1938 das Zahlungsabkommen und das Deutsch-britische Flottenabkommen als die „beiden Grundpfeiler“ „die auch in kritischen Zeiten bisher das schwankende Gebäude der aussenpolitischen Beziehungen“ zwischen beiden Ländern getragen haben.